# Аганино (Верхний сельсовет)
Ага́нино — деревня в Бабаевском районе Вологодской области России.
Входит в состав Центрального сельского поселения (с 1 января 2006 года по 13 апреля 2009 года входила в Верхнее сельское поселение), с точки зрения административно-территориального деления — в Верхний сельсовет.
Расположена на левом берегу реки Колошма. Расстояние до районного центра Бабаево по автодороге — 109 км, до центра муниципального образования деревни Киино по прямой — 12 км. Ближайшие населённые пункты — Аксентьевская, Верхний Конец, Керчаково, Маяк-Горка.
По переписи 2002 года население — 13 человек.